# Hortensia Mata Lamota
Hortensia Mata Lamota (Guayaquil, 11 de maig de 1849 - Cuenca, 24 de gener de 1934) va ser una empresària i filantropa equatoriana. Va ser considerada la Primera Dama de Cuenca per la seva influència política, econòmica i cultural; a les seves propietats hi va rebre a presidents, científics, poetes i artistes. Va realitzar aportacions econòmiques i va recaptar fons durant el Conflicte Perú-Ecuador.

## Biografia
Hortensia Mata va néixer a Guayaquil, l'11 de maig de 1849. Era filla del General Antonio Mata y Viteri, de llarga trajectòria política a l'Equador, i de Carmen Lamota Tello. El 1855 amb la seva família va viatjar a Quito, on va fer els seus estudis al Col·legi de los Sagrados Corazones. El 1865 es va instal·lar a Cuenca i va realitzar obres cíviques i de beneficència.
El 1907 va atendre i va allotjar a casa als Acadèmics francesos de la Segona Missió Geodèsica. El 1910 va presidir la "Junta Patriòtica de Senyores de Conca". Durant el Conflicte amb el Perú va col·laborar amb 10 mil sucres amb a la "Caixa de Guerra" i va recaptar fons per a la compra de queviures i vitualles. Va ser la major subscriptora d'accions del Banco del Azuay el 1913; també va allotjar al Gerent del banc del Pichincha, Carlos Pérez Quiñónez; a Alfredo Baquerizo Moreno, a l'arquebisbe Manuel María Pólit Lazo i a l'aviador Elia Liut, la primera persona que havia creuat sobrevolant els Andes. El 2001 la seva primera filla, que també es deia Hortensia, va inaugurar un museu en honor seu, el qual va estar obert al públic fins a l'any 2015.

## Vida personal

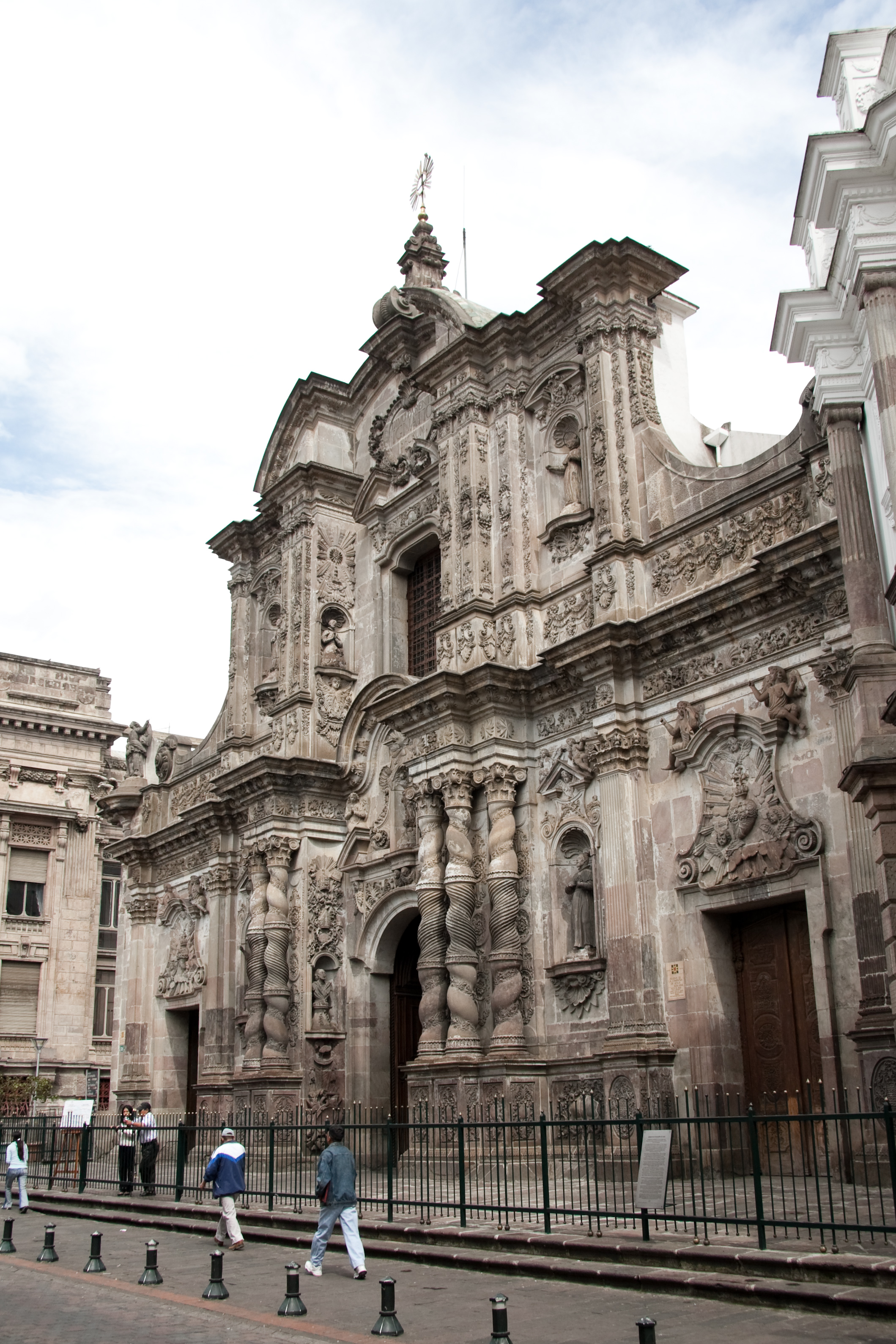
Església de La Companyia de Quito, lloc on es va casar Hortensia Mata.

Hortensia es va casar amb José Miguel Ordóñez Lasso de la Vega, germà del Governador de l'Azuay Carlos Ordóñez Lasso de la Vega. Es tractava d'un cuencano de molt bona posició econòmica. El matrimoni es va celebrar a Quito a l'Església de la Companyia, el 20 de maig de 1865;va ser-ne padrí Gabriel García Moreno president de l'Equador en aquesll moment. D'aquest matrimoni en van néixer 16 fills. Els béns d'Hortensia Mata van ser donats en herència.